# Fritz Opitz
Friedrich Opitz (známý též jako Fritz Opitz; 1894 — 12. října 1937) byl německý fanoušek kriminalistiky a notorický zločinec, usvědčený ze 3 vražd, 64 útoků na železnici, 54 loupežných přepadení a řady dalších menších zločinů páchaných na území Brunšvicka. Za své zločiny byl odsouzen k smrti a sťat gilotinou.
Šlo o velmi inteligentního, technicky zdatného a pečlivého zločince, který systematicky studoval odbornou kriminalistickou literaturu, aby na základě z ní získaných vědomostí plánoval zločiny a bránil svému odhalení, mimo jiné i buzením klamného dojmu, že měl při přepadeních společníka, a použitím technických udělátek, jako bylo např. podomácku vyrobené kožené pouzdérko zachytávající nábojnice, nebo mechanismus odpalující zbraně nastražené na vlaky.
Jeho případ je považován za jeden z mezníků historie forenzní vědy pro do té doby bezprecedentní množství vědců a expertů podílejících se na dopadení a usvědčení pachatele. Je proto zmiňován v řadě publikací zabývajících se historií kriminalistiky a forenzních věd. Jeho případ byl inspirací pro osmý díl seriálu Dobrodružství kriminalistiky.